# Lucas 19

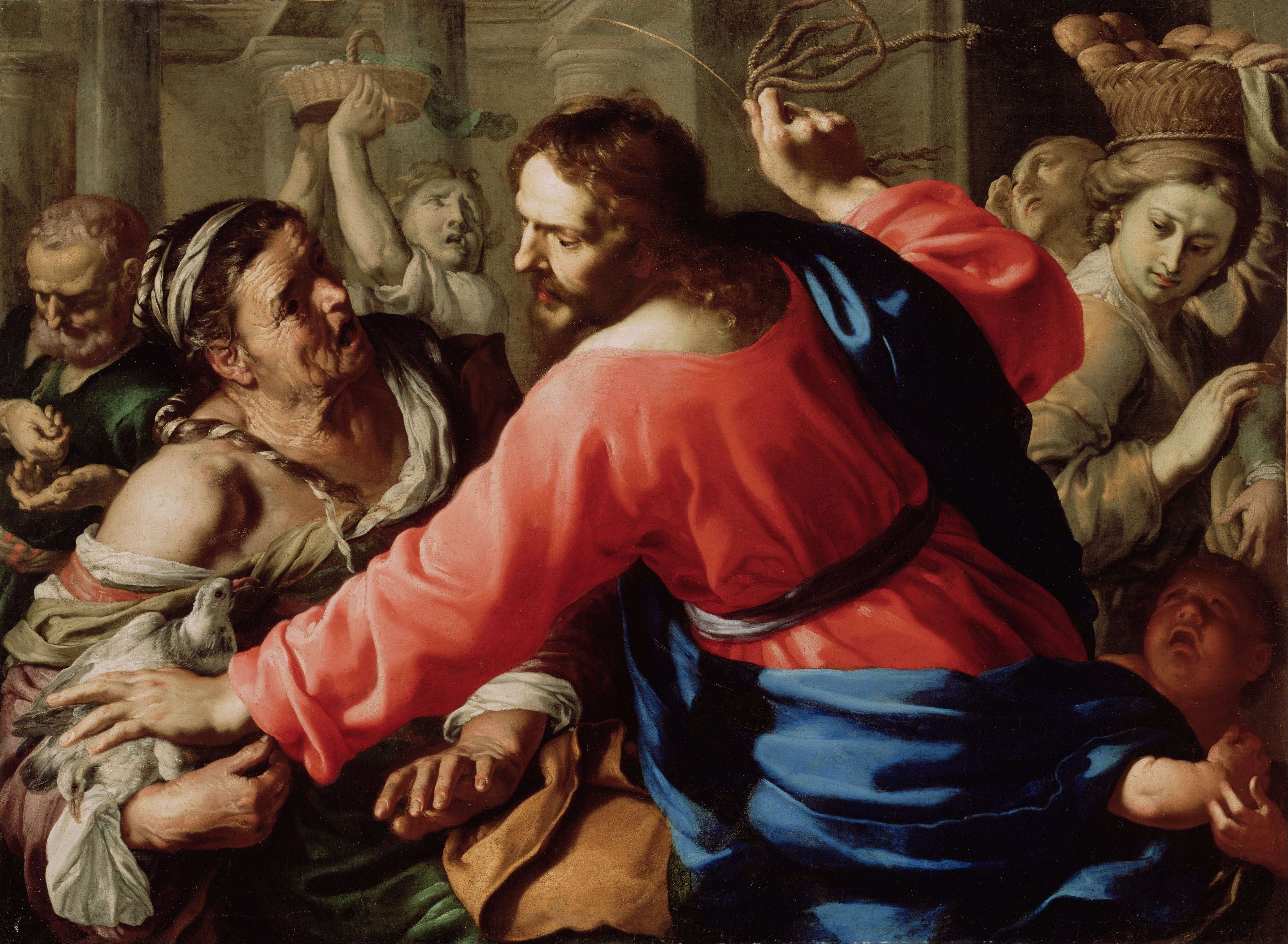
Jesus expulsando os vendilhões, o mais conhecido evento em Lucas 19.
1655. Por Bernardino Mei, atualmente no J. Paul Getty Museum, na Califórnia.

Lucas 19 é o décimo-nono capítulo do Evangelho de Lucas no Novo Testamento da Bíblia. Ele reconta os últimos dias de Jesus antes de sua chegada a Jerusalém, o início de sua Paixão, inclusive os primeiros eventos já na cidade.

## Zaqueu

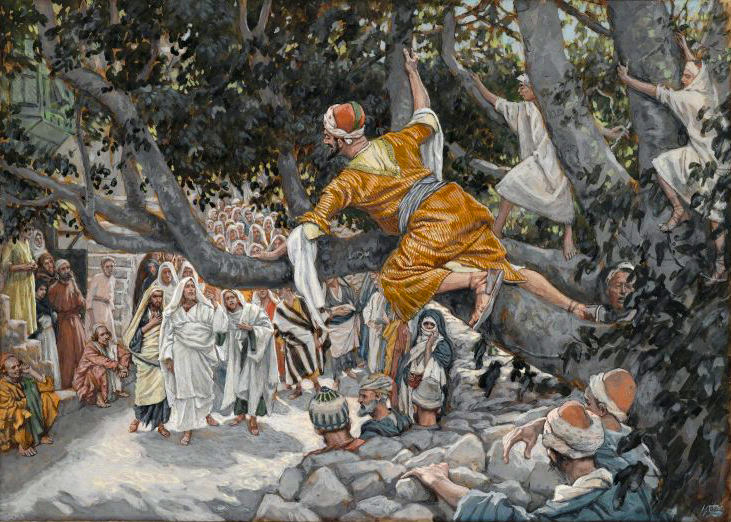
Zaqueu esperando Jesus
Entre 1886 e 1894. Por James Tissot, atualmente no Brooklyn Museum, em Nova Iorque.

Zaqueu era o principal publicano em Jericó e só foi mencionado em Lucas (Lucas 19:1–10). Ele era um descendente de Abraão e um dos principais exemplos da missão pessoal terrena de Jesus de salvar os perdidos, principalmente por que os publicanos eram considerados traidores por trabalharem para as autoridades romanas e não para a comunidade judaica, geralmente de forma bastante corrupta.
No trecho, Zaqueu sobe numa árvore para ver Jesus, que pede-lhe que desça, pois vai se hospedar em sua casa. O gesto provocou uma grande comoção, pois Jesus hospedar-se-ia na casa de um "pecador". Emocionado, o publicano doou metade de seus bens e se comprometeu a retribuir os que havia prejudicado. A resposta de Jesus foi:
| “ | «Hoje entrou a salvação nesta casa, porquanto este também é filho de Abraão; porque o Filho do homem veio buscar e salvar o que se havia perdido.» (Lucas 19:9–10) | ” |

## Parábola das Minas
Esta parábola, conhecida também como "Parábola dos Talentos", aparece em Lucas 19:11–27 (onde se usa o termo "minas") e em Mateus 25 (Mateus 25:14–30), usando o termo "talentos"). A diferença entre as duas versões é substancial. Tradicionalmente, ela tem sido vista como uma exortação aos discípulos a usar seus dons dados por Deus a serviço de Deus e a assumir riscos pela causa do Reino de Deus. Estes dons incluem habilidades pessoais ("talentos" no sentido usual), bem como a riqueza pessoal ("talentos" como unidade monetária). A não utilização dos talentos, a parábola sugere, irá resultar em julgamento.

## Entrada triunfal em Jerusalém

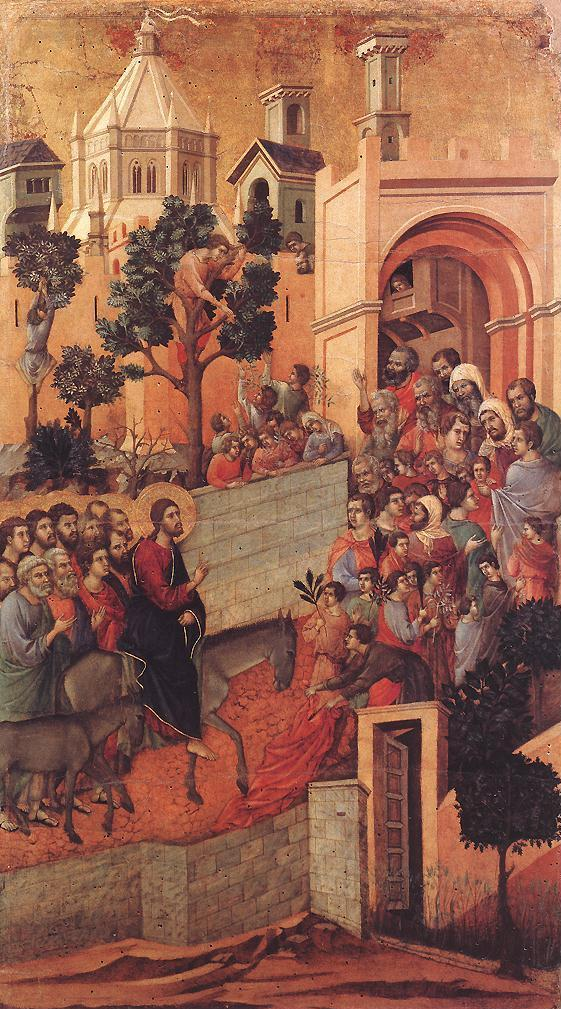
Entrada triunfal de Jesus em Jerusalém, o evento que marca o início da Paixão de Cristo.
1311. Por Duccio, atualmente no Museu do Duomo de Siena, na Itália.

Este é um evento da vida de Jesus, já no final do final de seu ministério, que é relatado pelos quatro evangelhos canônicos: em Lucas 19:28–40, Mateus 21 (Mateus 21:1–9), Marcos 11 (Marcos 11:1–10) e João 12 (João 12:12–15). A entrada marca o início do período conhecido como Paixão, que culminará com a crucificação e ressurreição de Jesus.
Em Lucas, depois de passar por Betfagé e Betânia, já no Monte das Oliveiras, Jesus conseguiu, com a ajuda de seus discípulos, um jumentinho e forrou-o com as capas de seus discípulos. Já montado, aproximou-se da cidade e «Quando ele já ia chegando à descida do monte das Oliveiras, toda a multidão dos discípulos começou jubilosa a louvar a Deus em altas vozes por todos os milagres que tinha visto,
dizendo: Bendito é o Rei que vem em nome do Senhor! paz no céu e glória nas maiores alturas!» (Lucas 19:37–38), uma referência a Salmos 118:26.
Logo em seguida, já bem perto da cidade, Jesus chorou pela cidade (um evento conhecido como Flevit super illam (Lucas 19:40–44) e profetiza a destruição do Segundo Templo.

## Jesus expulsando os vendilhões

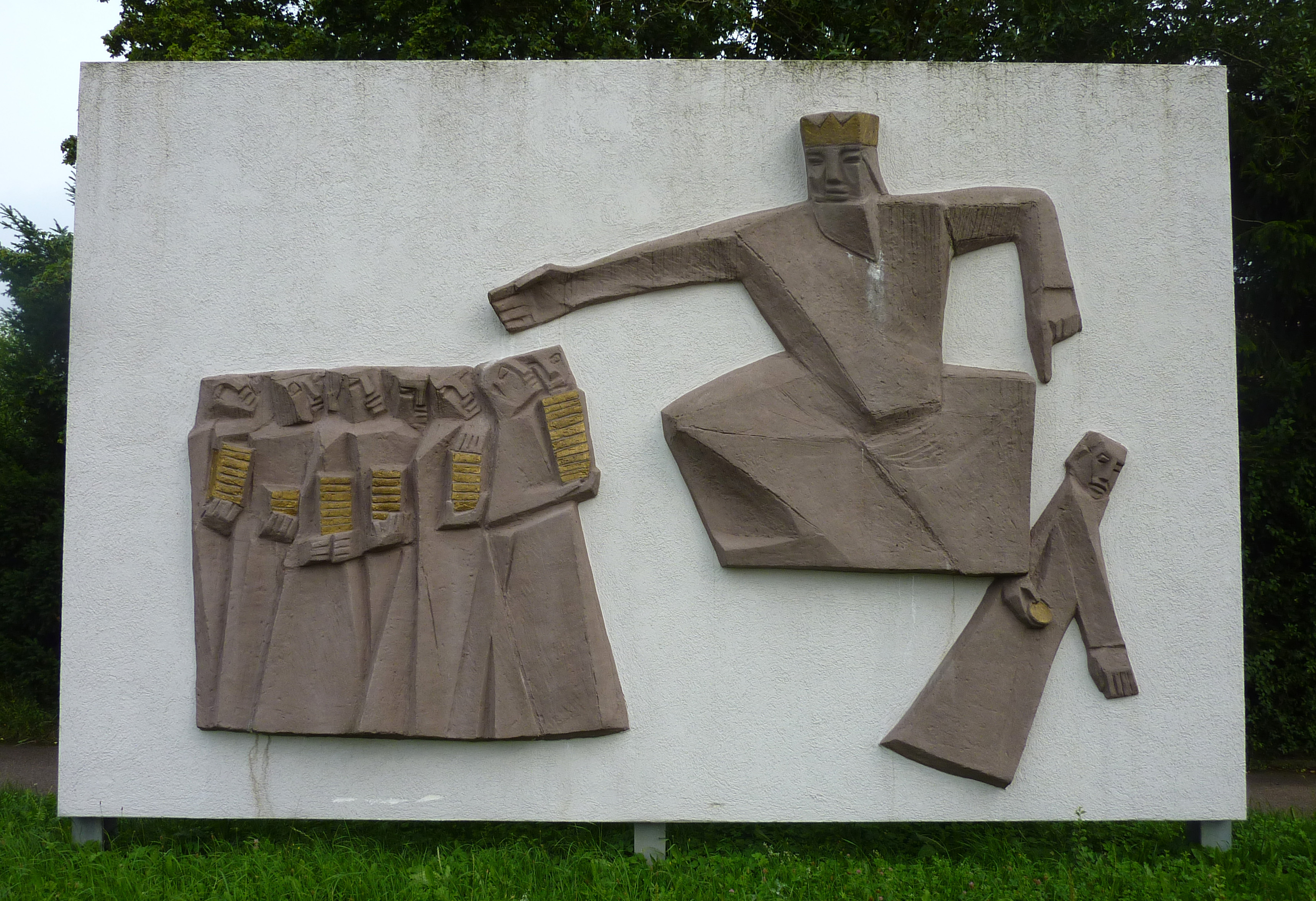
Escultura da Parábola das Minas
1963. Por Paulamaria Walter, em Wege zur Kunst, Schwäbisch Gmünd, na Alemanha.

Este episódio também ocorre nos quatro evangelhos canônicos: Marcos 11 (Marcos 11:15–19), Mateus 21 (Mateus 21:12–17),  Lucas 19 (Lucas 19:45–48). Nos caso dos evangelhos sinóticos, o evento ocorre já na semana final de Jesus, mas em João 2 (João 2:13–16), o que leva alguns acadêmicos a postularem que se tratam na verdade de dois eventos separados, uma vez que o João relata mais de uma Páscoa. Se for esta a hipótese correta, este evento seria a "Segunda Limpeza do Templo" e o evento em João, a "Primeira Limpeza do Templo".
Segundo Lucas, «Tendo entrado no templo, começou a expulsar os que ali vendiam, dizendo-lhes: Está escrito: A minha casa será casa de oração, mas vós a fizestes um covil de salteadores.» (Lucas 19:45–46), uma referência a Jeremias 7:11. Lucas termina seu relato contando que Jesus passou a ensinar ali todos os dias e atraiu a fúria dos sacerdotes, que tramavam para matá-lo, mas não sabiam como pois ele era muito querido pelas multidões.

## Texto
O texto original deste evangelho foi escrito em grego koiné e alguns dos manuscritos antigos que contém este capítulo, dividido em 48 versículos, são:
- Papiro 75 (c. 175-225)
- Codex Vaticanus (325-350)
- Codex Sinaiticus (330-360)
- Codex Bezae (c. 400)
- Codex Washingtonianus (c. 400)
- Codex Alexandrinus (c. 400-440)
- Codex Ephraemi Rescriptus (c. 450)